# Marco Polo (Fernsehserie)
Marco Polo ist eine US-amerikanische Fernsehserie über die jungen Jahre Marco Polos, die seit dem 12. Dezember 2014 von Netflix per Streaming ausgestrahlt wird. Im Dezember 2016 wurde die Serie nach der zweiten Staffel aufgrund der hohen Produktionskosten eingestellt.

## Handlung
Marco Polo wächst allein bei seiner Tante auf, da sein Vater, Niccolò Polo, als Händler, Forscher und Abenteurer ständig auf Reisen ist, bis Niccolò Polo seinen Sohn auf eine mehrjährige Reise durch Asien mitnimmt. Am Hof von Kublai Khan, dem Enkel von Dschingis Khan, lässt er ihn als Pfand zurück, um nicht verbannt zu werden. Kublai Khan herrscht im 13. Jahrhundert über die Mongolei und gedenkt schon bald, seine Macht auf ganz China auszuweiten.
In einer von Intrigen, Machtkämpfen und blutigen Feldzügen geprägten Gesellschaft erlebt Marco Polo seine jungen Jahre.

## Besetzung
Die Synchronisation der Serie wurde bei der Studio Hamburg Synchron nach einem Dialogbuch von Kira Uecker und Robert Kotulla unter der Dialogregie von Sascha Draeger erstellt.

### Hauptrolle
| Rollenname          | Schauspieler/in  | Hauptrolle (Folgen) | Nebenrolle (Folgen)   | Synchronsprecher/in       |
| ------------------- | ---------------- | ------------------- | --------------------- | ------------------------- |
| Marco Polo          | Lorenzo Richelmy | 1.01–2.10           |                       | Tobias Schmidt            |
| Kublai Khan         | Benedict Wong    | 1.01–2.10           |                       | Achim Buch                |
| Kaiserin Chabi      | Joan Chen        | 1.01–2.10           |                       | Anne Moll                 |
| Prinz Jingim        | Remy Hii         | 1.01–2.10           |                       | Martin Brücker            |
| Bayan/Hundert Augen | Tom Wu           | 1.01–2.10           |                       | Sascha Draeger            |
| Mei Lin             | Olivia Cheng     | 1.01–2.10           |                       | Kristina von Weltzien     |
| Byamba              | Uli Latukefu     | 1.01–2.10           |                       | Oliver Warsitz            |
| Yusuf               | Amr Waked        | 1.01–1.09           |                       | Oliver Böttcher           |
| Kanzler Jia Sidao   | Chin Han         | 1.01–1.10           | 2.07                  | Robert Kotulla            |
| Nerggui / Kokachin  | Zhu Zhu          | 1.01–2.10           |                       | Sonja Stein               |
| Ahmad               | Mahesh Jadu      | 1.01–2.10           |                       | Christian Stark           |
| Khutulun            | Claudia Kim      | 2.01–2.10           | 1.03–1.10             | Eva Michaelis             |
| Orus                | Leonard Wu       | 2.01–2.09           |                       |                           |
| Kaidu               | Rick Yune        | 2.01–2.10           | 1.01, 1.03, 1.08–1.10 | Constantin von Westphalen |
| Nayan               | Ron Yuan         | 2.02–2.09           |                       |                           |

### Nebenrolle
| Rollenname                 | Schauspieler/in                                | Nebenrolle (Folgen)              | Synchronsprecher/in |
| -------------------------- | ---------------------------------------------- | -------------------------------- | ------------------- |
| Maffeo Polo: Marcos Onkel  | Corrado Invernizzi                             | 1.01, 1.04–1.06                  |                     |
| Niccolò Polo: Marcos Vater | Pierfrancesco Favino                           | 1.01, 1.04–1.06, 2.04, 2.07–2.10 | Stephan Benson      |
| Ariq Böke                  | Baljinnjamyn Amarsaikhan                       | 1.01–1.02                        |                     |
| Sorga                      | Vanessa Vanderstraaten                         | 1.01–1.10                        |                     |
| Ling Ling                  | Chloe Luthi (Staffel 1) Jamie Chew (Staffel 2) | 1.01–2.08                        |                     |
| Jing Fei                   | Shu An Oon                                     | 1.01–1.08                        |                     |
| Za Bing                    | Lawrence Makoare                               | 1.01–1.08                        |                     |
| Kaiserin-Witwe Xie Daoqing | Kheng Hua Tan                                  | 1.01–1.09                        | Traudel Sperber     |
| Kindkaiser Duzong          | Max Kellady                                    | 1.02–2.02                        |                     |
| Tulga                      | Nicholas Bloodworth                            | 1.03–1.08                        | Patrick Bach        |
| Sabbah                     | Darwin Shaw                                    | 1.05                             |                     |
| Kokachin                   | Ester Low                                      | 1.05, 2.05–2.09                  |                     |
| Lotus                      | Michelle Yeoh                                  | 2.01–2.08                        | Svenja Pages        |
| Sukh                       | Daniel Tuiara                                  | 2.01–2.10                        |                     |
| Shakana                    | Jacqueline Chan                                | 2.02–                            |                     |
| Arban                      | Chris Pang                                     | 2.02–                            |                     |
| General Qaban              | Byambadorj Altanhuyag                          | 2.02, 2.04, 2.10                 |                     |
| Bai                        | Tosh Zhang                                     | 2.02, 2.05, 2.08                 |                     |
| Gerel                      | Thomas Chaanhing                               | 2.02–2.06                        |                     |
| Papst Gregor               | Gabriel Byrne                                  | 2.04                             | Eberhard Haar       |
| Bariyachi                  | Bayarsaikhan Baljinnyam                        | 2.05, 2.09                       | Kerstin Draeger     |
| Kasar                      | Jason Chong                                    | 2.05–2.06, 2.10                  |                     |
| Chuluun                    | Togo Igawa                                     | 2.06–2.07                        |                     |
| Shoreh                     | Laura Prats                                    | 2.06–2.07                        |                     |

## Produktion
Anfang Januar 2012 bestellte der amerikanische Kabelsender Starz eine 10-teilige erste Staffel der Fernsehserie Marco Polo direct-to-series. Da sich die Suche nach geeigneten Drehorten hinzog und sich der geplante Dreh an Originalschauplätzen in China als zu kompliziert herausstellte, übernahm Netflix schließlich im Januar 2014 das Projekt und bestellte zehn Folgen der Serie. Die Produktion der ersten Staffel kostete Netflix 90 Millionen Dollar. Im Januar 2015 gab Netflix die Produktion einer zehnteiligen zweiten Staffel bekannt, die am 1. Juli 2016 veröffentlicht wurde.
Um den Schauplatz seiner Erzählung selbst zu erleben und dessen Exotik ins Drehbuch einfließen zu lassen, reiste John Fusco zu Pferd durch die Mongolei.
Gedreht wurde unter anderem in Italien, Kasachstan und in dem neuen Pinewood Studio in Johor Bahru, Malaysia. In Malaysia wurden mit 130 Tonnen Kunststoff und 1,6 Tonnen Silikon 51 Sets gebaut.
Im Dezember 2016 wurde bekannt, dass Marco Polo nach der zweiten Staffel nicht mehr fortgeführt wird. Damit war Marco Polo die erste großangelegte Netflix-Originals-Serie, die bereits zu so einem frühen Zeitpunkt abgesetzt wurde. Die Gründe dafür lassen sich wohl im bereits beschriebenen erheblichen Produktionsaufwand finden.

## Episodenliste
Die erste Staffel der Serie wurde am 12. Dezember 2014 auf Netflix per Streaming veröffentlicht. In allen internationalen Märkten von Netflix ging die erste Staffel gleichzeitig online.

### Staffel 1
| Nr. (ges.) | Nr. (St.) | Deutscher Titel                      | Originaltitel           | Erstausstrahlung USA | Deutschsprachige Erstausstrahlung (D/A/CH) | Regie                            | Drehbuch           |
| --- | --------- | ------------------------------------ | ----------------------- | -------------------- | ------------------------------------------ | -------------------------------- | ------------------ |
| 1 | 1         | Der Reisende                         | The Wayfarer            | 12. Dez. 2014        | 12. Dez. 2014                              | Joachim Rønning & Espen Sandberg | John Fusco         |
| Nachdem Niccolò Polo von einer langen Reise zurückkehrt, auf der er den Tod seiner Frau verpasste, trifft er zum ersten Mal auf Marco, seinen Sohn. Mit Marcos Onkel, Maffeo, möchte er sich wieder auf eine Reise zum Kublai Khan begeben. Marco möchte ihn begleiten, doch Niccolò verbietet es ihm. Als sie mitten auf dem Meer sind, entdeckt Niccolò seinen Sohn, der sich versteckt hielt. Sie reisen drei Jahre und werden schließlich von Mongolen gefangen genommen und zum Kublai Khan gebracht. Dieser ist, nach Erzählungen Marcos über die Reise, von ihm sichtlich angetan. Niccolò merkt das und lässt Marco für ihre Freiheit als Pfand zurück. Marco wird anfangs gefangen gehalten, aber gleichzeitig in der Kampfkunst, im Jagen, in der Sprache und im Bogenschießen unterwiesen. Währenddessen schickt Kublai Khan eine Kampftruppe zu der chinesischen Mauerstadt Xiangyan, wo derzeit der Kanzler Jia Sidao das Sagen hat. Die Truppe merkt aber, dass sie in deutlicher Unterzahl ist, und diskutiert über einen Rückzug. Kublai Khan zeigt Marco, wie das Leben für ihn sein könnte, wenn er loyal ist, indem er ihn durch ein Liebeshaus gehen lässt, in dem er die Frauen nicht anfassen darf. |           |                                      |                         |                      |                                            |                                  |                    |
| 2 | 2         | Vom Wolf und vom Hirsch              | The Wolf and the Deer   | 12. Dez. 2014        | 12. Dez. 2014                              | Joachim Rønning & Espen Sandberg | John Fusco         |
| 3 | 3         | Das Fest                             | Feast                   | 12. Dez. 2014        | 12. Dez. 2014                              | Alik Sakharov                    | Michael Chernuchin |
| 4 | 4         | Der vierte Schritt                   | The Fourth Step         | 12. Dez. 2014        | 12. Dez. 2014                              | Alik Sakharov                    | Brett Conrad       |
| 5 | 5         | Assassinen                           | Hashshashin             | 12. Dez. 2014        | 12. Dez. 2014                              | Daniel Minahan                   | Patrick Macmanus   |
| 6 | 6         | Der Weiße Mond                       | White Moon              | 12. Dez. 2014        | 12. Dez. 2014                              | Daniel Minahan                   | Dave Erickson      |
| 7 | 7         | Die Feder des Gelehrten              | The Scholar’s Pen       | 12. Dez. 2014        | 12. Dez. 2014                              | David Petrarca                   | Michael Chernuchin |
| 8 | 8         | Die Abbildung                        | Rendering               | 12. Dez. 2014        | 12. Dez. 2014                              | John Maybury                     | Brett Conrad       |
| 9 | 9         | Die Gefangenen                       | Prisoners               | 12. Dez. 2014        | 12. Dez. 2014                              | David Petrarca                   | Patrick Macmanus   |
| 10 | 10        | Das Himmlische und das Ursprüngliche | The Heavenly and Primal | 12. Dez. 2014        | 12. Dez. 2014                              | John Maybury                     | John Fusco         |

### Spezialfolge
| Nr. (ges.) | Nr. (St.) | Deutscher Titel | Originaltitel    | Erstausstrahlung USA | Deutschsprachige Erstausstrahlung (D) | Regie         | Drehbuch   |
| ---------- | --------- | --------------- | ---------------- | -------------------- | ------------------------------------- | ------------- | ---------- |
| 11         | 1         | Hundert Augen   | One Hundred Eyes | 26. Dez. 2015        | 26. Dez. 2015                         | Alik Sakharov | John Fusco |

### Staffel 2
Die zweite Staffel wurde am 1. Juli 2016 auf Netflix per Streaming veröffentlicht.
| Nr. (ges.) | Nr. (St.) | Deutscher Titel              | Originaltitel                | Erstausstrahlung USA | Deutschsprachige Erstausstrahlung (D/A/CH) | Regie          | Drehbuch                             |
| ---------- | --------- | ---------------------------- | ---------------------------- | -------------------- | ------------------------------------------ | -------------- | ------------------------------------ |
| 12         | 1         | Jäger und Zobel-Kürschner    | Hunter and the Sable Weaver  | 1. Juli 2016         | 1. Juli 2016                               | Daniel Minahan | John Fusco                           |
| 13         | 2         | Umarmung                     | Hug                          | 1. Juli 2016         | 1. Juli 2016                               | David Petrarca | Patrick Macmanus                     |
| 14         | 3         | Der heilige Berg             | Measure Against the Linchpin | 1. Juli 2016         | 1. Juli 2016                               | Daniel Minahan | Elizabeth Sarnoff                    |
| 15         | 4         | Lasst Gottes Werk beginnen   | Let God’s Work Begin         | 1. Juli 2016         | 1. Juli 2016                               | David Petrarca | Kate Barnow                          |
| 16         | 5         | Schlaflied                   | Lullaby                      | 1. Juli 2016         | 1. Juli 2016                               | Jon Amiel      | Bruce Marshall Romans                |
| 17         | 6         | Die Bedingungen der Schlange | Serpent’s Terms              | 1. Juli 2016         | 1. Juli 2016                               | Jon Amiel      | Noelle Valdivia                      |
| 18         | 7         | Verlorener Kranich           | Lost Crane                   | 1. Juli 2016         | 1. Juli 2016                               | Alik Sakharov  | Matthew White                        |
| 19         | 8         | Weißes Pferd                 | Whitehorse                   | 1. Juli 2016         | 1. Juli 2016                               | James McTeigue | Elizabeth Sarnoff & Patrick Macmanus |
| 20         | 9         | Erben                        | Heirs                        | 1. Juli 2016         | 1. Juli 2016                               | James McTeigue | Kate Barnow                          |
| 21         | 10        | Die Gemeinschaft             | The Fellowship               | 1. Juli 2016         | 1. Juli 2016                               | Alik Sakharov  | Elizabeth Sarnoff & Patrick Macmanus |

## Rezeption
Oliver Kaever von Zeit Online findet, die Serie wirke „wie das altmodische Vorweihnachtsprogramm konventioneller TV-Sender“ und die „erzählerische Freiheit und dramaturgische Raffinesse, mit der andere Netflix-Serien so überraschten“, fehle hier. Zudem sieht er Probleme im Spannungsaufbau: „Bei einem historischen Drama sind die dramaturgischen Pfade eben ausgetretener, die Konflikte absehbarer“. Auch Stefan Kuzmany von Spiegel Online sieht den „historisch mehr oder weniger verbürgten Stoff“ um die Geschichte von Marco Polo als „Hindernis für den Spannungsbogen“, da jeder wisse, dass Marco Polo die Zeit am Hofe des Kublai Khan überlebt. „Anders als in ähnlichen modernen Serien ist die Hauptfigur also niemals in wirklicher Gefahr“ und „auch das Ende der Saga […] ist von Anfang an bekannt“.
Auffällig bei der Rezeption der Serie Marco Polo ist die hohe Diskrepanz zwischen Kritikermeinungen und der Bewertung durch das Publikum der ersten Staffel. So liegt die Kritikerbewertung auf der Plattform Rotten Tomatoes bei 33 %, wohingegen Zuschauer die Serie durchschnittlich mit über 90 % honorierten (Stand: 5. Jan 2024). Die zweite Staffel konnte jedoch auch die Kritiker überzeugen.